# Мещерська Ганна Юхимівна
Га́нна Юхи́мівна Меще́рська (справжнє прізвище Пащенко; нар. 20 травня (1 червня) 1876, Київ — пом. 1 квітня 1951, Одеса) — українська театральна акторка. Народна артистка УРСР (1946).

## Життєпис
З 1895 року грала в театрах Черкас, Києва, Харкова, Полтави, Катеринослава, Одеси.
Після 1919 працювала в українських театрах: в Першому державному драматичному театрі УРСР ім. Т. Г. Шевченка, в театрах імені Івана Франка, імені Марії Заньковецької, імені Артема.
У журналі «Нове мистецтво» (№ 16, 1926) на обкладинці вміщено її рисований портрет з мізансценами, тоді вона грала в Полтавському театрі.
1927—1951 — акторка Одеського українського музично-драматичного театру.
Нагороджена орденом «Знак Пошани».

## Ролі в театрі
- Шкандибиха («Лимерівна» Панаса Мирного)
- Ганна («Безталанна» Карпенка-Карого)
- Орина («97» Миколи Куліша)
- Мати Лукаша («Лісова пісня» Лесі Українки)
- Устя («Ой, не ходи, Грицю…» Старицького)
- Пані Дульська («Мораль пані Дульської» Запольської)[3]
- Марія Тарасівна, Варвара, Марфа («Платон Кречет», «Богдан Хмельницький», «Правда» О. Корнійчука)
- Сафонова («Російські люди» К. Симонова)
- Васса Желєзнова («Васса Желєзнова» М. Горького)
- Раїса Павлівна Гурмижська («Ліс» О. Островського)
- Ганна Андріївна («Ревізор» М. Гоголя)
- Ганна Юхимівна Вернидуб («Одеса» Г. Плоткіна)
- Фру Альвінг («Примари» Г. Ібсена)
- Нехама («Захід сонця» (рос. Закат) І. Бабеля)

## Ролі в кіно
- Пані Хлопицька («Кармелюк»)
- Старенька, мати єврея («П'ять наречених»)